# Јован Филопон
Јован Филопон, такође Јован Граматик, Јован Александријски (стгрч. Ιωαννης ο Φιλοπονος Ιωαννης ο Φιλοπονος; око 490.-570.) био је неоплатоничарски филозоф, механичар и физичар; хришћанин. Прозван је „Филопон” (вредан) због своје марљивости у науци. Филопонови теолошки ставови (тритеизам и монофизитизам) су анатемисани на Цариградском сабору 680-681 и игнорисани наредних 600 година. 
У 13. веку Филопонова дела су поново откривена и утицала су на Арапе, латински Запад и ренесансне мислиоце.
Дела Филопона броје најмање 40 наслова. Поседује коментаре на Порфиријев Увод, на Аристотелове расправе: Метафизика, Категорије, О души (1 и 2.), Аналитика, Физика, Метеорологија итд. Његове  расправе су познатије О вечности света против Прокла Дијадоха, О стварању света против Аристотела (познато из цитата и критике Симплиција у коментару „О небу“), Арбитар, или о јединству (познато по цитатима византијских аутора и сиријском преводу), О дизајну и употреби астролаба.
У свом делу „О стварању света“ Филопон критикује неоплатонско тумачење Платоновог Тимеја (стварање космоса као ванвременског чина) и брани тезу, користећи критичку аргументацију Ксенарха Селевкијског, о почетку г. стварање света према старозаветној књизи Постања, у коју је веровао, Платон је био упознат.
У свом критичком коментару Аристотелових списа, Филопон је изразио неколико нових идеја о природи кретања, укључујући сугестију да слободно кретање није подржано околином, као што је Аристотел веровао, већ неким почетним снабдевањем онога што је касније названо „подстицајем“. Ову идеју су касније развили Авицена и Буридан.

## Тритеизам и монофизитизам
Иако у својим делима Филопон говори са изражене хришћанске позиције, он није правоверни хришћанин. Симпатије према Аристотелу, које одржава Филопон, с једне стране, не омета контрадикцију са платонским концептом александријског неоплатонизма, с друге стране, води ка таквим јеретичким погледима као што су тритеизам и монофизитизам.
Аристотел је признавао само такво јединство, које је нужно јединство множине. Схватајући да је целина другачија од својих делова и да је у том смислу супериорна у односу на своје делове, Аристотел, међутим, није препознао ову целину као посебну „праву“ супстанцу која би била супериорна својим деловима; односно целина, по Аристотелу, постоји само у својим деловима, као њихов семантички тоталитет.
Филопон је, препознајући три ипостаси у божанству (како је хришћанство захтевало), окарактерисао ово тројство једноставно као три различита бога. Православно хришћанство, наравно, није могло да призна такав тритеизам, будући да се супротставило паганском многобоштву управо у недељивој сингуларности божанства.
Такав тритеизам је било могуће превазићи само на основу платонове доктрине о над-постојећем првом јединству, али са новим, наиме персоналистичким схватањем овог првог јединства. Александријски неоплатонизам је од самог почетка био равнодушан према платонистичкој доктрини о надпостојећем исконском јединству. У личности Филопона, ова равнодушност се претворила у директну критику; за тројствено биће није преостало ништа надипостасно што би ове три ипостаси спојило у једну и неодвојиву личност.
Филопонова друга позиција је јеретичка и са становишта ортодоксног хришћанства (и ништа мање карактеристична за александријски неоплатонизам). Нова религија је, без изузетка, захтевала признање две природе у Христу, божанске и људске. Пошто је природа Бога суштински различита од природе човека, било је потребно препознати такво присуство божанства у материји, у којој ни само божанство не би изгубило своју пророду (иначе би се изгубио сам монотеизам), нити материја, иначе не би постојало јављање Бога у свету и, пре свега, У ствари, право оваплоћење Бога у свету.
Препознавање две различите природе у Богочовеку значило би позивање на старо платонско начело надпостојећег првог јединства. Филопон, занесен формалном логиком Аристотела против Платонове дијалектике, није могао да крене овим путем и, сходно томе, извео је тврдњу да у Христу постоји само једна, наиме, божанска пророда. Христос је само Бог, а у исто време није човек; када се о Христовом богочовечанству говори, по Филопону, само у пренесеном смислу.
Ови Филопонови теолошки ставови, тритеизам и монофизитизам, осуђени су на Цариградском сабору 680-681.

## Природна филозофија
Дискусија између Филопона и перипатетика и неоплатонисте Симплиција била је од великог значаја за развој науке и филозофије. Главни предмет дискусије била је фундаментална теза хришћанства о стварању света од Бога, али су током дискусије дотакнута и бројна природно-филозофска питања, углавном везана за физику Аристотела. Тако је Филопон критиковао Аристотелов концепт „природних места“, приближавајући се идеји апсолутног простора, и, супротно Аристотелу, сматрао је постојање празнине могућим. Предмет његове најоштрије критике била је Аристотелова доктрина о подели света на два дела, „подмесечни“, који се одликује кретањем горе-доле, који има почетак и крај, и „супралунарни“, који карактерише вечити кружни покрети. Сматрао је да је ово учење у супротности са главном тезом хришћанства, према којој је само Бог вечан. Сходно томе, са тачке гледишта Филопона, не постоји посебан небески, пети елемент - етар: материја "неба" се, у принципу, не разликује од земаљске материје; Свака материја има неки степен гравитације. Конкретно, Филопон је веровао да су небеска тела састављена од елемента који се налази на Земљи - ватре.
Симплиције је приговорио на то да би, ако би састав материје земље и неба био исти, на небу требало да буду уочљиви знаци постепеног старења света. Као одговор, Филопон је навео примере из живота: на Земљи се различити објекти мењају различитом брзином (на пример, неке животиње живе дуже од других), а животни век великих објеката је у просеку дужи од малих (он то показује на примеру океана) – али су небеска тела највећи објекти у природи. Најзад, свемогућем Богу не би било тешко да успори старење небеске материје.
Значајан је и Филопонов допринос механици, посебно решавању проблема кретања бачених тела. Проблем је био зашто је бачено тело наставило да се креће након што је контакт са руком престао. Према Аристотелу, рука даје ваздуху способност да преноси кретање: ваздух је, такорећи, пресечен покретним телом, струји на све стране и гура се одострага.
Филопон је предложио друго решење овог проблема. По његовом мишљењу, рука даје баченом телу одређену уложену силу (тзв. импулс), која помера тело након престанка контакта; Постепено се ова сила исцрпљује и тело стаје. Филопон је такође применио теорију импулса на кретање небеских тела. По његовом мишљењу, Бог је при стварању света дао небеским телима моћан подстицај, захваљујући чему се њихово кретање наставља до данас.
Теорија импулса је „средња карика“ између Аристотелове теорије кретања и модерног концепта инерције. Значајне разлике су због чињенице да се у средњовековној теорији стање мировања сматрало нечим примарним, те је било неопходно објаснити његов престанак, односно стављање тела у покрет, појаву брзине у телу. У неким случајевима узрок кретања је била, на пример, тежина, у другим - подстицај, који се сматрао неком посебном силом. У савременој науци мировање је само посебан случај кретања, а промена стања кретања, односно убрзање, подлеже објашњењу.
Природне филозофске идеје Филопона развили су изузетни мислиоци средњег века, ренесансе и научне револуције: Леви бен Гершом, Ибн Сина, Бонавентура, Жан Буридан, Никола Оресме, Пико дела Мирандола, Галилео Галилеј.